# Picea neoveitchii

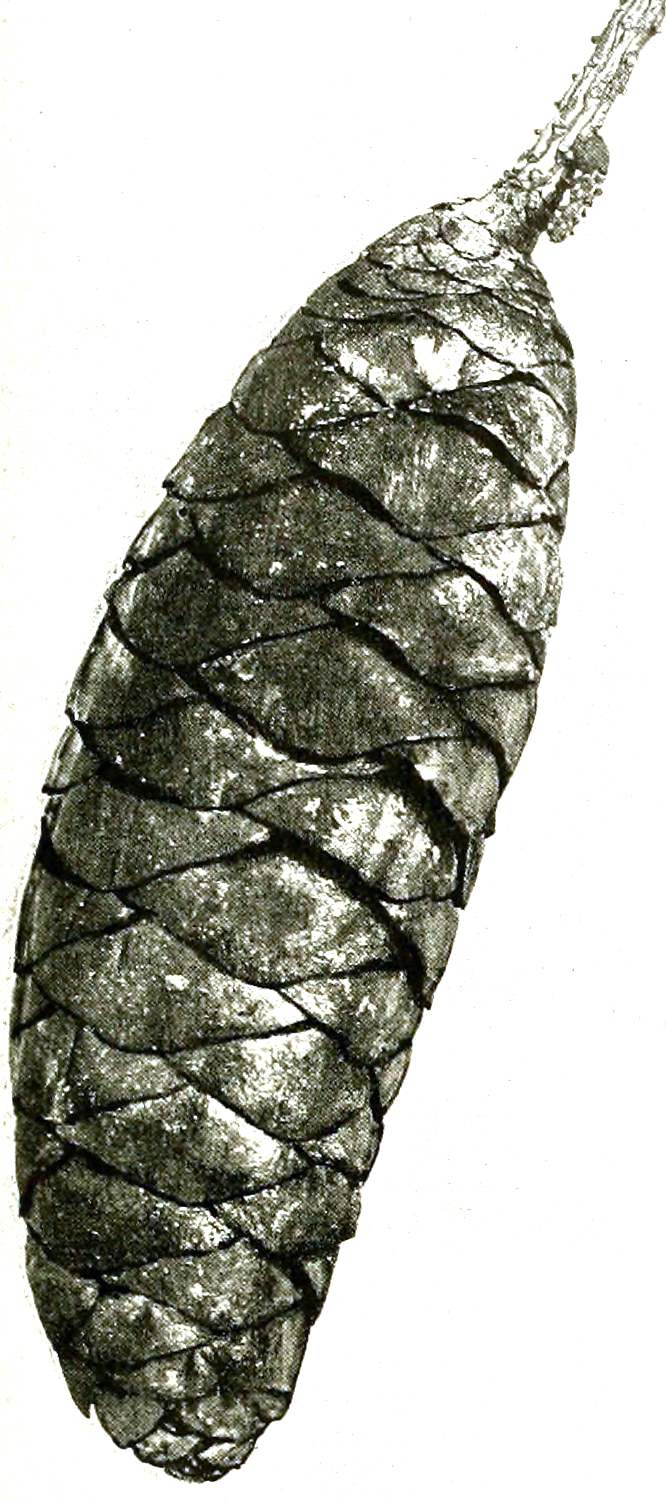
Zapfen

Picea neoveitchii ist eine Art aus der Familie der Kieferngewächse (Pinaceae). Sie ist in China heimisch.

## Beschreibung
Picea neoveitchii wächst als immergrüner Baum, der Wuchshöhen von bis zu 15 Metern und Brusthöhendurchmesser von bis zu 50 Zentimeter erreichen kann. Die Krone ist breit-kegelförmig. Die graue Schuppenborke blättert ab. Die unbehaarte Rinde der kräftigen Zweige ist anfangs hellgelb und kann eine leicht braune Färbung aufweisen. Zum zweiten Jahr hin verfärbt sie sich grau bis gelbgrau und bis zum dritten Jahr grau bis dunkelgrau.
Die leicht harzigen, violett-braunen Winterknospen sind kugelförmig. Die gebogenen Nadeln sind bei einer Länge von 1,5 bis 2,5 Zentimeter und einer Breite von rund 0,2 Zentimeter linear-viereckig geformt und haben einen rautenförmigen Querschnitt. Ihre Spitze ist spitz zulaufend. Man findet auf allen Nadelseiten vier bis sieben Stomatalinien.
Picea neoveitchii ist einhäusig-getrenntgeschlechtig (monözisch) und die Blütezeit liegt im Mai. Die Zapfen sind bei einer Länge von 8 bis 14 Zentimetern und einer Dicke von 5 bis 6,5 Zentimetern länglich bis eiförmig-zylindrisch geformt. Sie sind anfangs grün und verfärben sich zur Reife von September bis Oktober hin hellbraun bis braun, selten auch gelbgrün. Die Samenschuppen sind rauten- bis eiförmig und werden etwa 2,7 Zentimeter lang sowie 2,7 bis 3 Zentimeter breit. Ihre Ränder sind gezähnt oder fast ganzrandig. Die verkehrt-eiförmigen Samen werden 5 bis 6 Millimeter lang und rund 3,5 Millimeter breit. Sie haben einen Flügel, welcher bei einer Länge von etwa 10 Millimetern verkehrt-eiförmig geformt ist.

## Verbreitung und Standort
Das natürliche Verbreitungsgebiet von Picea neoveitchii liegt im China und besteht aus mehreren, geographisch voneinander getrennten Vorkommen. Es umfasst den im nordöstlichen Shanxi gelegenen Wutai Shan, das südliche Gansu, den im südwestlichen Henan gelegenen Kreis Neixiang, das westliche Hubei und das südliche Shaanxi sowie Sichuan.
Picea neoveitchii gedeiht in Höhenlagen von 1300 bis 2000 Metern. An den südlichen Hängen des Qin Ling wächst sie vor allem in montanen Nadelwäldern. Außerdem wächst sie auch in Flusstälern oder auf Schutthalden.
Picea neoveitchii wird in der Roten Liste der IUCN als „gefährdet“ eingestuft. Es wird jedoch darauf hingewiesen, dass eine erneute Überprüfung der Gefährdung notwendig ist. Als Hauptgefährdungsgrund wird die durch Holzschlägerungen verursachte Lebensraumzerstörung genannt.

## Nutzung
Das Holz von Picea neoveitchii wird als Konstruktionsholz, im Möbelbau sowie zur Herstellung von Masten und Zellstoff genutzt.

## Systematik
Picea neoveitchii wird innerhalb der Gattung der Fichten (Picea) der Untergattung Picea, der Sektion Picea, der Untersektion Picea und der Serie Asperatae zugeordnet.
Die Erstbeschreibung als Picea neoveitchii erfolgte 1903 durch Maxwell Tylden Masters in The Gardeners’ Chronicle, Serie 3, Band 33, Seiten 116–117.